# Azumir Veríssimo
Azumir Luis Casimiro Veríssimo, ou apenas Azumir (Rio de Janeiro, 7 de junho de 1935 — Rio de Janeiro, 2 de dezembro de 2012) foi um futebolista brasileiro que atuou como atacante.
Na época de 1961-1962 foi o melhor marcador do campeonato português, com 23 golos, envergando a camisola do Futebol Clube do Porto. Ele também jogou no Desportivo de Beja, Barreirense e Sporting da Covilhã.

## Prêmios individuais
- Artilheiro do Campeonato Português de 1961-1962: 23 (gols)
- Vencedor da Bola de Prata (Primeira Liga) em 1962